# カールトン・ハウス・テラス

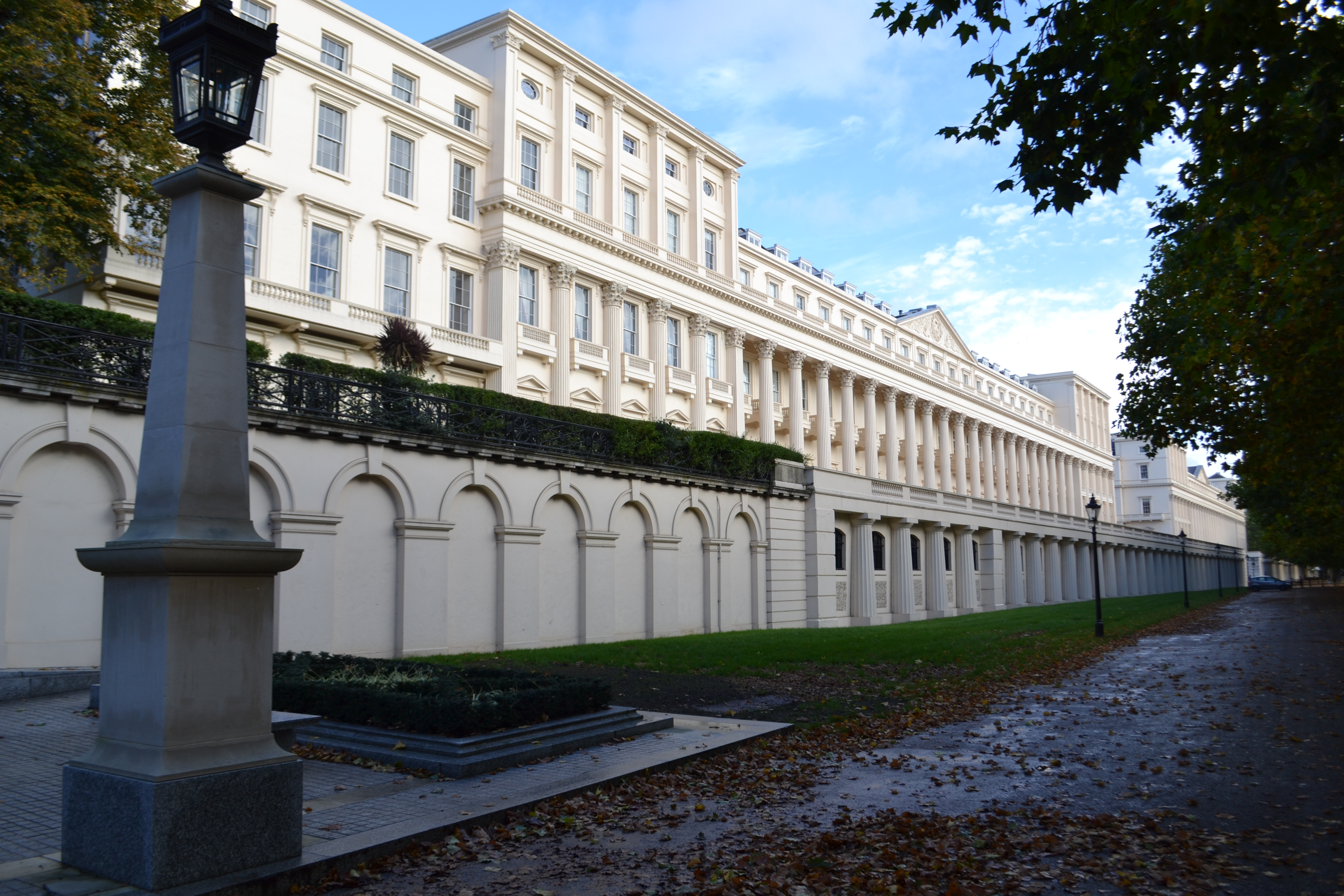
カールトン・ハウス・テラス
2013年撮影

カールトン・ハウス・テラス (英: Carlton House Terrace) は、イギリス、ロンドンの中心部シティ・オブ・ウェストミンスターのセント・ジェームズ地区にある建物である。その主な建築的特徴は、白い化粧しっくい塗りの邸宅の1対のペアという点で、南側の通りの向こうにはセント・ジェームズ・パークが見える。このテラス (集合住宅) は1827年から32年にかけて、王領地に建設されたもので、全体の設計はジョン・ナッシュ、細部についてはデキムス・バートン (英語版) 等他の建築家が請け負った。カールトン・ハウス・テラスは摂政王太子ジョージの邸宅としてよく知られていたカールトン・ハウスの跡地に建てられたもので、現代でもその自由保有権  はクラウン・エステートが有している。イギリス指定建造物グレードIに指定されており、1967年からは王立協会の本部として使われていることでも知られている 。

## 歴史

### 前史

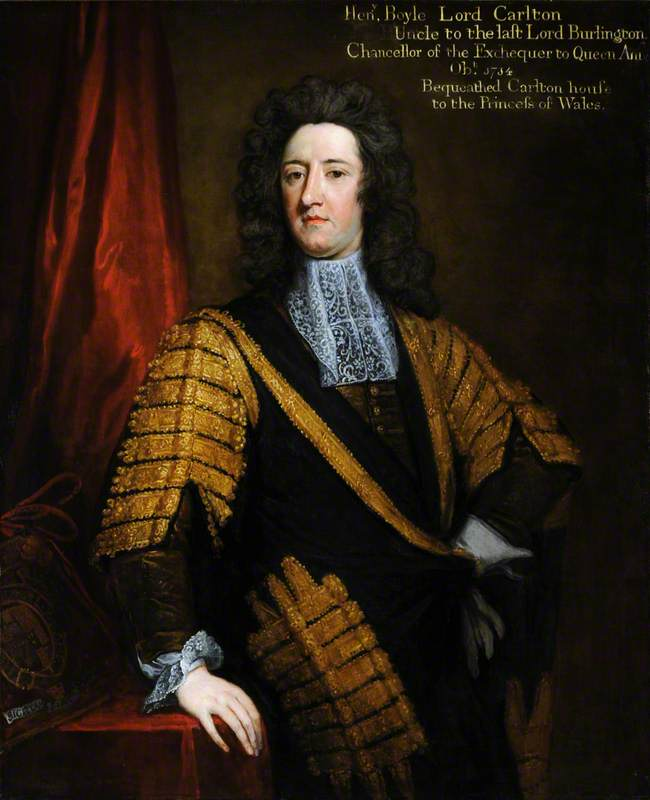
カールトン男爵

カールトン・ハウス・テラスが建設された土地は、かつては"王立公園" (Royal Garden) 、あるいは"原野" (Wilderness) として知られていたセント・ジェームズ宮殿の敷地の一部だった。後者はチャールズ2世のいとこのカンバーランド公ルパートが所有していた時代の呼称で、後に"アッパー・スプリング・ガーデン" (Upper Spring Garden) と呼ばれた :1 。
1700年からその土地はヘンリー・ボイルの保有となり、彼はその土地に建っていた邸宅の改修に2,835ポンドを費やした  。アン女王はボイルに対して、1709年11月2日から年 35 ポンドで 31 年間の賃借権を下賜する旨の特許状を発行した  。ボイルは1714年にカールトン男爵 (Baron Carleton) に叙爵され、それ以降邸宅は「カールトン・ハウス」(Carleton house) と呼ばれるようになったが、いつの時点からか「e」の文字が欠落した  。1725年、カールトンの死に伴い、土地の賃借権は甥のバーリントン伯爵に承継され、ジョージ2世は1731年1月にバーリントンに対し、年35ポンドでさらに40年間の賃借権を下賜する特許状を発行した  :1 。1732年2月23日付の契約により、賃借権はジョージ2世の長男でプリンス・オブ・ウェールズのフレデリック・ルイスに承継されたが、彼は1751年に父に先立ち逝去した。彼の未亡人となったオーガスタはそのまま邸宅に住み続け、改築を行い敷地を拡大するために隣接する不動産を購入し続けた。オーガスタは1772年に亡くなり、邸宅は彼女の息子ジョージ3世により承継された  。

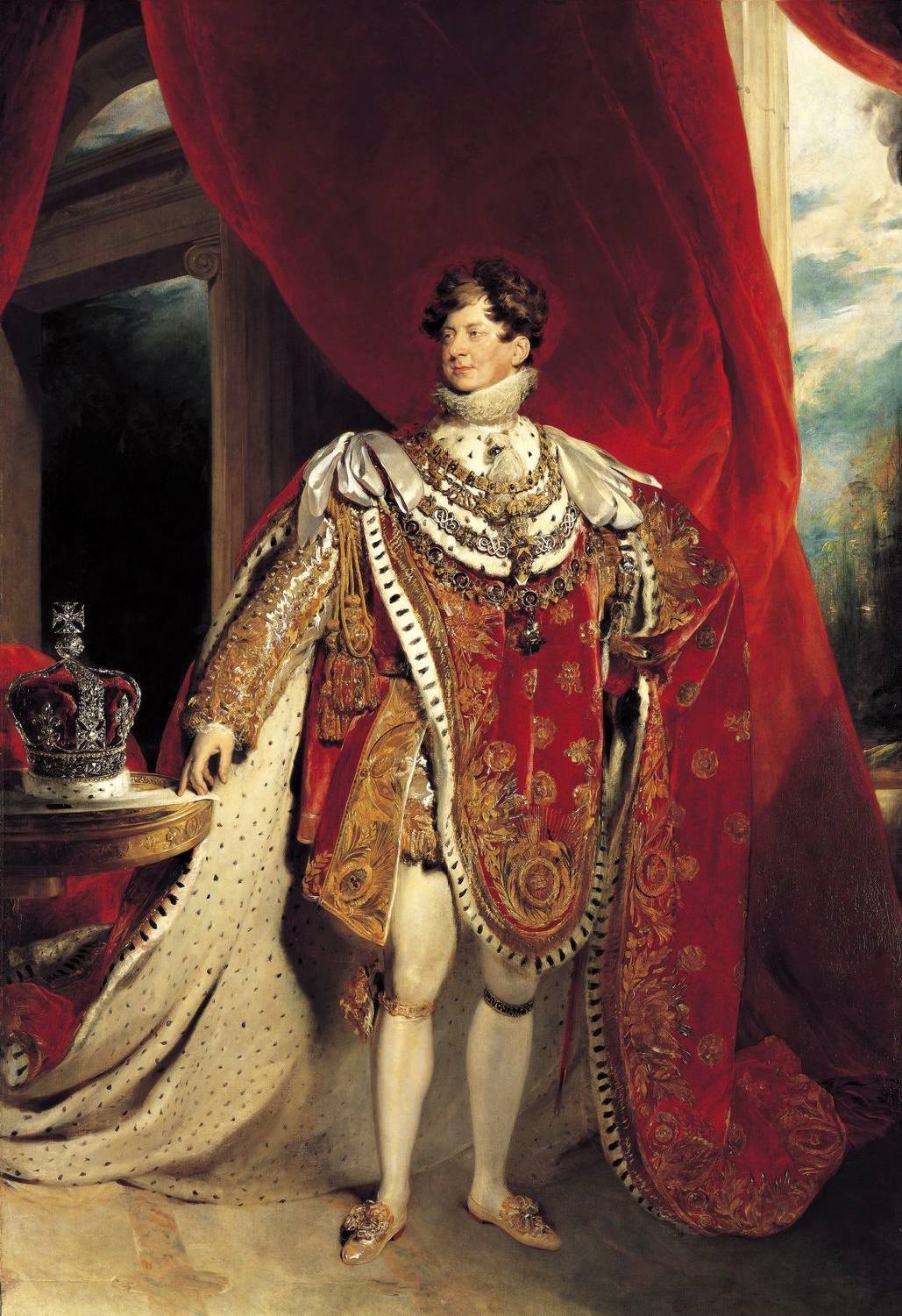
王太子ジョージ

その後邸宅はジョージ3世から、その長男でプリンス・オブ・ウェールズ (後の摂政王太子) のジョージに彼が成人した1783年に下賜された。王太子は邸宅の改修と拡大に莫大な金額を費やし、巨額の債務を抱えていた。彼は父ジョージ4世と折り合いが悪く、カールトン・ハウスは王室と敵対するものとなり、また華やかな社交界の場となった 。
1820年に王太子は即位しジョージ4世となり、バッキンガム宮殿に引っ越した。1826年に森林委員会 (Commissioners of Woods and Forests) (英語版) に対し、「カールトン宮殿」を放棄し解体して、その敷地と庭園を「ファーストクラスの住居」の建設用地とするように指示が出された  。委員会は1829年までに、敷地は完全にきれいになり、その一部は既に新しい建物の用地として賃貸されている旨の報告を行った  :2 。解体後の建築資材は公的なオークションで販売され、一部の備品はウィンザー城とバッキンガム宮殿に移された。ポルティコの柱はトラファルガー広場の新しいナショナル・ギャラリーで再利用され、屋内にあったイオニア式の柱はバッキンガム宮殿のコンサバトリー  に移された。ステンドグラスの紋章は、ウィンザー城の窓に組み込まれた  :2 。

### テラスの建設

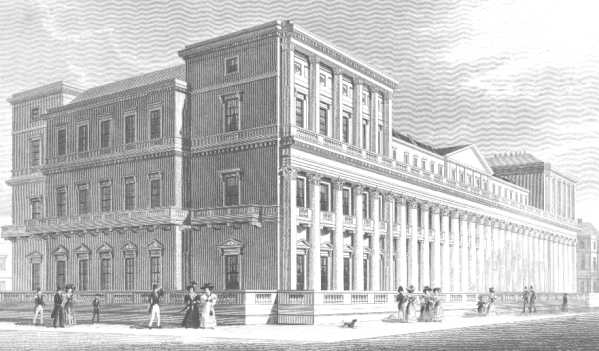
東側テラス
1831年竣工直後

カールトン・ハウス解体後、その敷地の再開発はもともと、セント・ジェームズ・パークの改修計画の一部にすることが企図されていた。これに対してジョン・ナッシュは、公園の南側に沿った3棟とバランスを取って、バード・ケージ・ウォーク  を見下ろす北側に沿った3棟のテラス (集合住宅) を提案した。実際には南側にはテラスは建設されず北側に2棟だけ建てられ、それぞれカールトン・ハウス・テラスの西棟 (No.1-9) 、東棟 (No.10-18) となった 。この2棟はナッシュが設計し、ジェームズ・ペネトーン (英語版) が建設を担当した。ナッシュは2つのブロックをカールトン・ハウスのポルティコの古い柱を再利用して、大きなドーム型の噴水でつなぐことを計画していたが、ジョージ4世により拒否された  :3 。今日噴水の場所には「ヨーク公の階段」がある。また1834年、階段の上にヨーク公記念柱 
(英語版) が建てられた。これはリチャード・ウェストマコット (英語版) の手によるヨーク公の像を先端に乗せた、ベンジャミン・ワイアット (英語版) 設計の花崗岩の柱である :240 。

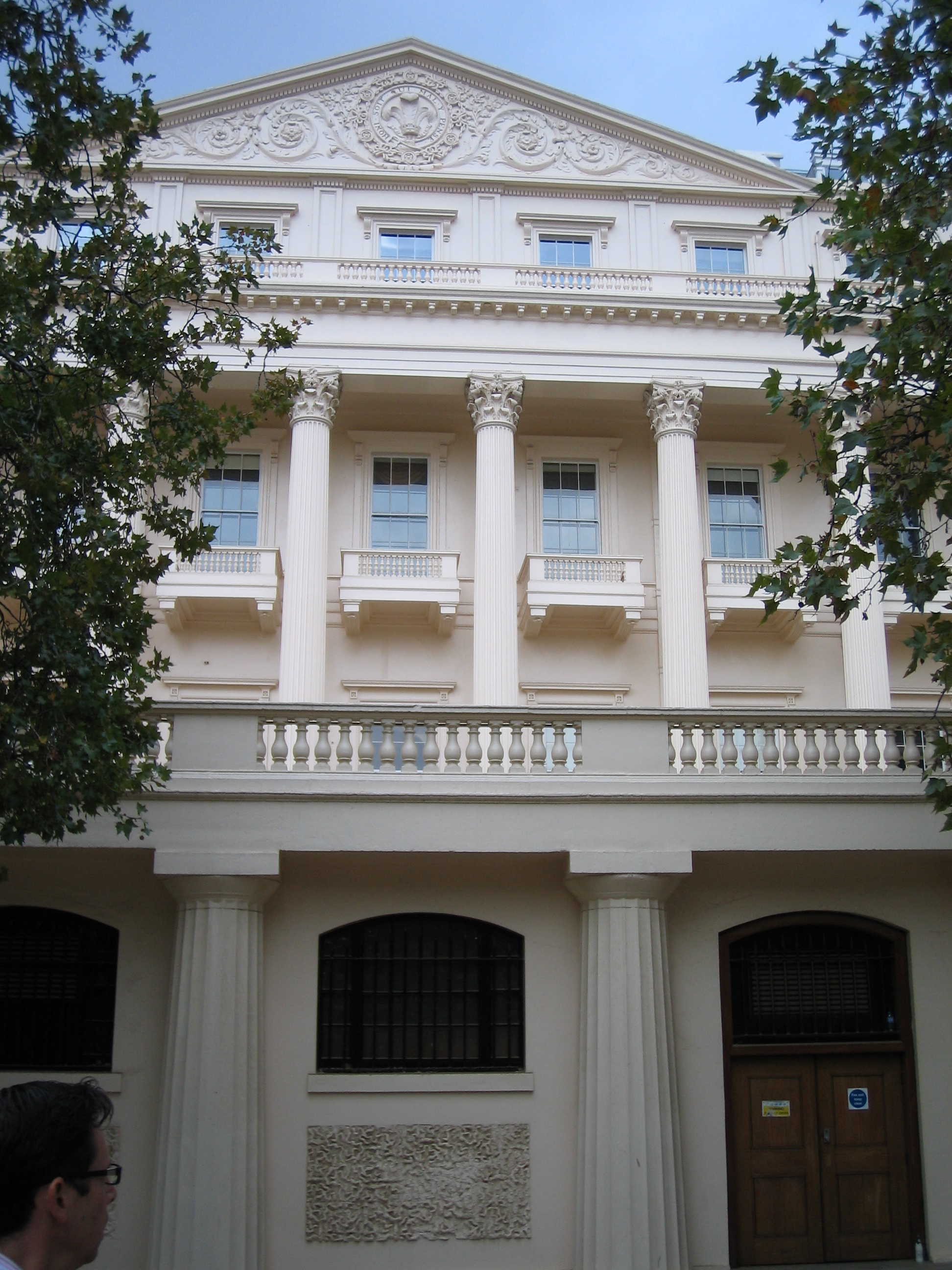
南側から見たテラス
地上階には低いドーリア式柱があり、上にはコリント式柱とペディメントがある。

テラスは地上4階建てで古典的なスタイルをしており、化粧しっくい塗りでセント・ジェームズ・パークを見下ろすコリント式柱のファサードを持ち、精巧な装飾が施されたフリーズとペディメントを備えている。テラスの南側は公園に面していて、正面の下部には低い一連のドーリア式柱があり、堅牢なバルコニーを支えている  :3 。この邸宅は後ろに「ミューズ」 を持たない点が、ロンドンの高級な住宅の中で珍しい。その理由はナッシュが、公園の景観を邸宅のために最大限に利用し、また、公園に邸宅の魅力的なファサードを提示したいと考えたからである。宿泊施設は、バルコニーの下と地下2階に設けられた  。
建築史家のジョン・サマーソン (英語版) によると、ジョン・ナッシュのデザインはパリのコンコルド広場にあるアンジュ＝ジャック・ガブリエルの建物に触発されている。サマーソンからは、テラスへの賞賛の言葉は聞かれない。

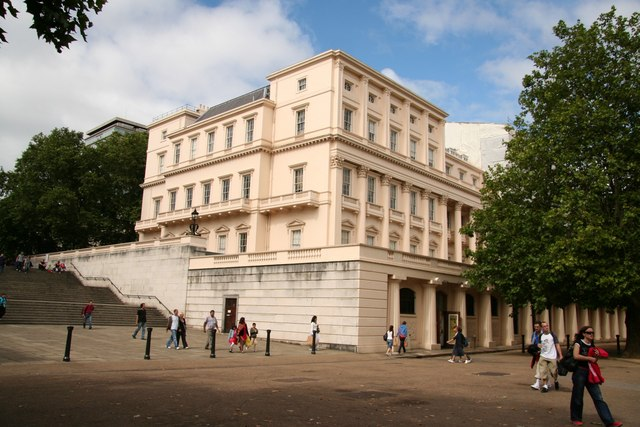
カールトン・ハウス・テラス最後のブロックとヨーク公の階段

一方、サーベイ・オブ・ロンドン  の著者達は、好意的な立場を取っている。
ナッシュは建設の監督をジェームズ・ペネトーン (英語版) に任せたが、自分の領域は自身の手で固く守った。王室に支払う賃借料は、間口1フィート当たり4ギニーと高額に設定されていた。ナッシュ自身はNo.11から15の5区画をリースしており、オープンマーケットでかなりの利益を得ようとしていた。結局彼は全てのコストをまかなうことができず、この取引でわずかな損失を生じさせた  :3 。

### 後史
カールトン・ハウス・テラスは20世紀に入ると、当時のカントリー・ハウスと同様、部分的あるいは完全な解体と再開発の脅威にさらされた。1930年代にはロンドン中心部の大邸宅に対する需要はほとんどなく、王領地委員会 (英: Commissioners of Crown Lands (英語版) 、後のクラウン・エステート) は、不動産を賃貸するのが困難だった。2つの区画がクラブに貸し出されており、No.1がサベージ・クラブ (英: Savage Club) (英語版) 、No.16がクロックフォーズ・クラブ (英: Crockford's) (英語版) だった。しかしながら住宅の賃借人を探すのは難しくなった  :3 。建築家のレジナルド・ブルームフィールド (英: Reginald Blomfield) (英語版) が再開発の提案書を出した。彼は以前ナッシュのリージェント・ストリートの建物を、エドワード朝の新古典主義建築による、より大きな建物へ置き換える責任者の一人だった。ブルームフィールドは「ホテル・大企業のオフィス等に適した方法で」再建することを提案した  。提案された新しい建物は、ナッシュが建てたテラスよりさらに2階高くなければならず、委員会がその計画を進めないことを求める抗議の声が上がった 。
カールトン・ハウス・テラスは第二次世界大戦中のドイツ軍の爆撃により、深刻な被害を受けた。1950年代、イギリス政府は外務・英連邦省の本庁を新たに置く場所としてテラスの取得を検討した。ナッシュのファサードを保存する形の再開発計画であったが、その後ろに立つ建物がテラスより高くなってしまう点が世間の不評を買った。

## 現在

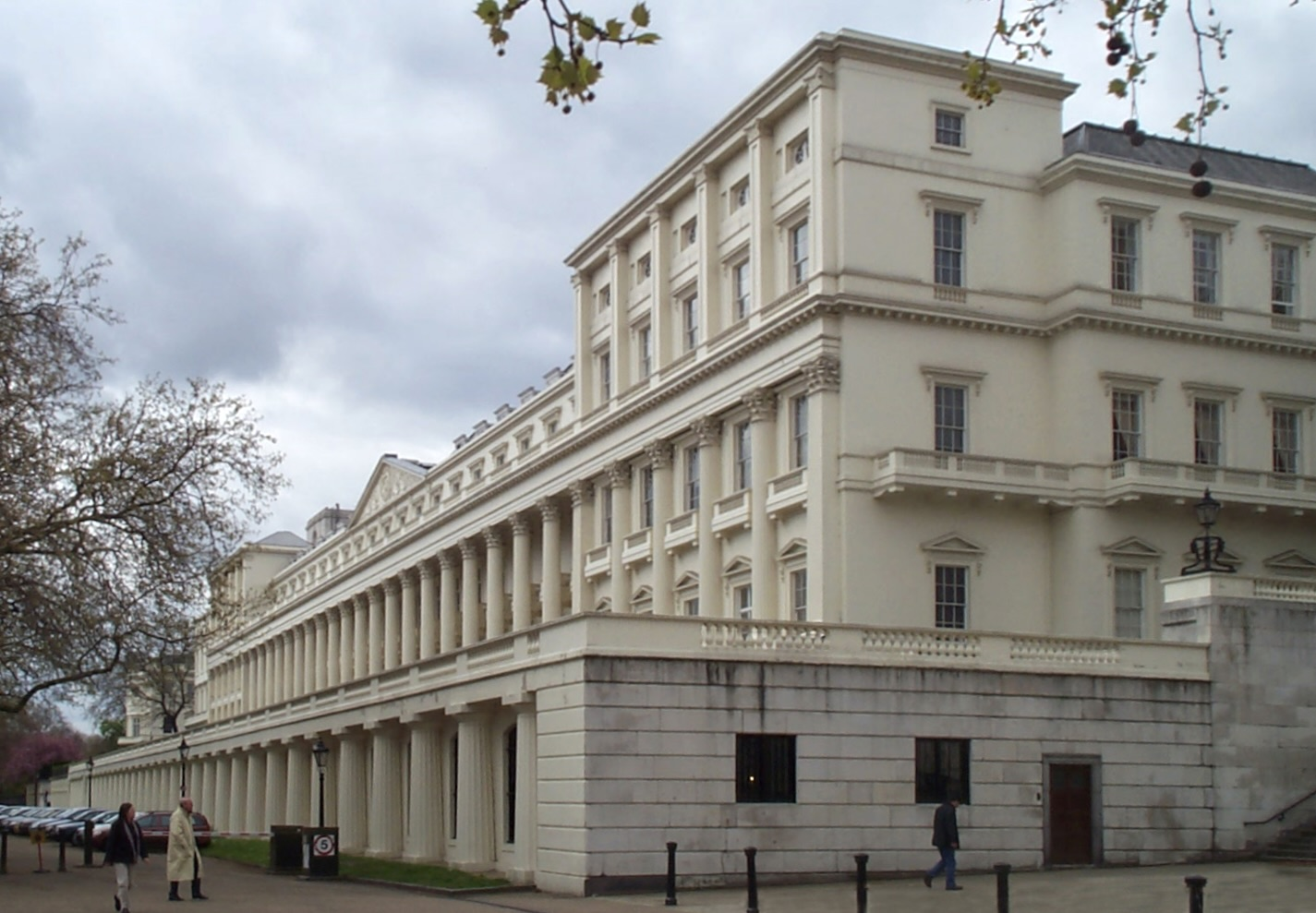
ウェスト・テラス
No.6-9 は以前はドイツ大使館、現在は王立協会が入居している。

2018年現在、カールトン・ハウス・テラスのほとんどのブロックは、企業や研究所、学術学会により占められている。
- No.1 : 材料・鉱物・鉱業学会 (英: Institute of Materials, Minerals and Mining) (英語版)
- No.2 : 英国病理学会  (英: Royal College of Pathologists) (英語版)
- No.3-4 : 王立工学アカデミー (英: Royal Academy of Engineering) (英語版)
- No.5 : ターフ・クラブ (英: Turf Club) (英語版)
- No.6-9 : 王立協会 (以前は駐英ドイツ大使館があった。現在同大使館はベルグレイヴ・スクエアにある。)
- No.10-11 : イギリス学士院
- No.12 : 現代美術研究所  (英: Institute of Contemporary Arts) (英語版) (同研究所はイースト・テラスの地下室のほとんどを占有している。)
- No.13-15 : ヒンドゥージャ・グループ (英: Hinduja Group) (英語版) の4人の兄弟により個人的に所有されている [15] 。
- No.16 : アレンスキー家が個人的に所有している。
- No.17 : フェデレーション・オブ・ブリティッシュ・アーティスト (英: Federation of British Artists) (英語版)
- No.20 : アングロ・アメリカン本社

クラウン・エステートはカールトン・ハウス・テラスのNo.13から16に長い間本部を置いていたが、2006年にリージェント・ストリートの路地にあるニュー・バーリントン・プレイスの所有地に移転した。その後ヒンドゥージャ家がNo.13から15を5800万ポンドで購入した 。

## 入居者
カールトン・ハウス・テラスには多くの著名な入居者がいた。
- 第7代カーディガン伯爵ジェームズ・ブルードネル (英語版) - バラクラヴァの戦いにおける「軽騎兵旅団の突撃」(英: Charge of the Light Brigade) (英語版) のリーダー。1832年から36年までNo.17に住んでいた [17]。
- 第3代パーマストン子爵ヘンリー・ジョン・テンプル (イギリス首相) - 1840年から46年までNo.5
- 第2代グレイ伯爵チャールズ・グレイ - 1851年から57年まで、及び59年から80年までNo.13
- ウィリアム・グラッドストン (イギリス首相) - 1856年にNo.4、及び1857年から75年までNo.11
- 初代カーゾン・オヴ・ケドルストン侯爵ジョージ・カーゾン (外務・英連邦大臣、インド総督) - 1905年から25年までNo.1
- 第2代レベルストーク男爵ジョン・ベアリング (英語版) (ベアリング家、ベアリングス銀行経営者) - 1904年から29年まで No.3
- ヨアヒム・フォン・リッベントロップ (駐英ドイツ大使) - 1936年から38年までNo.8及びNo.9 [2]
- アシュラフ・マルワン (英語版) (エジプト人の武器商人で大富豪、元スパイ) - 2007年6月27日、テラスにあった彼の居宅から落ちて死んだ [18] 。
- MI6のセクション Y は第二次世界大戦後、カールトン・ガーデン (下記参照) のナンバー3に入っていた。トム・グリンソン率いるこの部門は、盗聴による情報を分析し他の情報源からのものと比較した。イギリスの外交官でソ連のスパイだったジョージ・ブレイクは、1961年に逮捕され尋問のためにテラスに収容された[19] 。

## カールトン・ガーデン

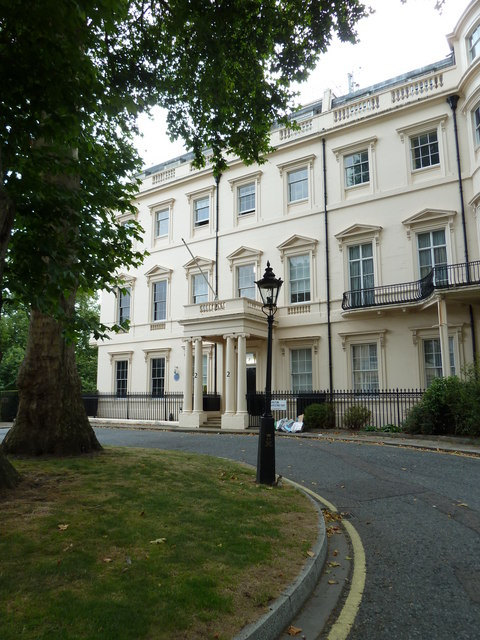
カールトン・ガーデン

カールトン・ハウス・テラスの西端にはカールトン・ガーデンと呼ばれる、その一帯と同時に開発された袋小路がある。そこには7軒の大邸宅があった。英国赤十字社の創始者である初代ウォンテージ男爵ロバート・ロイド＝リンジー (英語版) は1883年に義父の初代オーバーストーン男爵サミュエル・ジョーンズ＝ロイド (英語版) からNo.2の邸宅を承継し、彼が亡くなる1901年までロンドンの居宅として使われた。彼の妻はその後ホレイショ・ハーバート・キッチナーに貸し出した。No.4の邸宅はしばらくの間第3代パーマストン子爵ヘンリー・ジョン・テンプルの居宅で、その後自由フランスの亡命政府初代首相のシャルル・ド・ゴールに使われた。
No.1～3を除く全ての邸宅はビジネス用のオフィスとなっている。No.1の邸宅は外務・英連邦大臣の公邸となっており 、No.2の邸宅は枢密院事務局として使われている 。No.3の邸宅は2019年1月以降、ヘッジファンドマネージャーのケネス・グリフィンが所有している 。